# Горшков, Иван Андреевич
Иван Андреевич Горшков (17 января 1898 года, Москва — 11 марта 1980 года, там же) — советский конструктор оружия.

## Биография
В октябре 1918 года был призван в Красную армию, где служил по 1936 год.
Во время Гражданской войны воевал против Юденича, белополяков и в подавлении Кронштадтского мятежа. В это время его денщиком был будущий маршал артиллерии Георгий Федотович Одинцов.
Член КПСС с 1920 года. За время пребывания в Красной армии окончил курсы красных командиров в Москве в 1920 году, высшую артшколу в 1921 году.
После окончания до 1927 года всё время служил в различных артиллерийских частях Красной армии в должностях: командира взвода, помощника командира батареи, командира батареи, помощника командира артиллерийского дивизиона.
В 1927 году поступил в Военно-техническую академию им. Дзержинского, которую окончил в 1931 году со званием артиллерийского инженера.
Через Главное управление он был прикомандирован во Всесоюзное Орудийно—Арсенальное Объединение (ВОАО) и до конца 1933 года работал в качестве инженера конструктора в КБ № 2, а с начала 1934 — по март 1943 работал на завод № 92 (город Горький) в должностях: начальника опытного цеха, начальником отделения технического контроля, начальника механического цеха, начальником опытного политического отдела ОКБ.
В годы Великой Отечественной войны работал в Центральном артиллерийском конструкторском бюро.
За это время совместно с Грабиным В. Г. были созданы:
- Пехотные пушки:

76-мм пушки образца 1936 года (Ф-22),
образца 1939 года (УСВ)
дивизионная пушка образца 1942 года ЗИС-3,
57-мм пушка образца 1943 года (ЗИС-2),
100-мм полевая пушка образца 1944 года (БС-3).
- Танковые пушки:

76,2-мм танковые пушки Ф-32,
Ф-34,
ЗИС-5 для вооружения среднего танка Т-34-76 и тяжёлого танка KB-1,
самоходная установка ЗИС-30 с 57-мм пушкой ЗИС-2 (ЗИС-4)
76,2-мм пушка ЗИС-3, которая устанавливалась на лёгких самоходных установках СУ-76 и СУ-76М.
Также были разработаны и испытаны опытные образцы танковых пушек: 37-мм пушки ЗИС-19, 76,2-мм пушки С-54, 85-мм пушек С-18, С-31, С-50, С-5 13, ЗИС-С-53, 100-мм пушки С-34, 107-мм пушки ЗИС-6, 130-мм пушки С-26, 122-мм гаубицы С-41.
В 1943 году из-за разногласий с Василием Грабиным уволен из КБ.
С 1943 по 1946 годы был председателем заводского комитета, а затем заместителем секретаря партийного комитета завода.
В 1947 году окончил вечерний университет марксизма-ленинизма.
В 1950-х годах разработал несколько систем тяжёлого артиллерийского вооружения: «триплекс» в составе 180-мм пушки С-23, 210-мм гаубицы С-33 и 280-мм мортиры С-43. Пушка была принята на вооружение, а гаубица и мортира в производство не пошли. «Дуплекс» в составе 210-мм пушки С-72 и 305-мм гаубицы С-73.
С 1947 по 1950 годы работал директором радиомеханического техникума при заводе № 304. С 1950 года работал в ОКБ-304 в качестве начальника тематического бюро, затем — заместителем начальника отдела технической документации.
1946 год по 1947 год — старший инженер конструктор ОКБ.
Пенсионер союзного значения. В последнее время писал дневники.
Умер Горшков И. А. 11 марта 1980 года в Москве. Похоронен на Кунцевском Кладбище.

## Награды
1. Орден Красной Звезды
2. Медаль «За доблестный труд в Великой Отечественной войне 1941—1945 гг.»
3. Медаль «В память 800-летия Москвы»
4. Медаль «В ознаменование 100-летия со дня рождения Владимира Ильича Ленина»
5. Медаль «XX лет Рабоче-Крестьянской Красной Армии»
6. Медаль «За трудовую доблесть»
7. Медаль «Тридцать лет Победы в Великой Отечественной войне 1941-1945 гг.»